# Билборд
Билборд (енгл. Billboard) је слободностојећи рекламни пано одговарајућих димензија и материјала, намењен за постављање рекламних поруке“ (према „нацрту Одлуке о општим условима за уређење града“, члан12)
Први су га применили Американци и у почетку то је била обична дрвена табла, са рекламном поруком. Касније је унапређен са осветљењем, рефлектором који га је ноћу обасјавао. Новије верзије билборда имају светло које се налази у унутрашњости билборда тј. и светло и сам плакат, који је провидан, се налазе у овиру пластичног кућишта које је и провидно и отпорно на атмосферије.
Претпоставља се да је назив потекао од две речи bill – „рачун“ и board – „табла“, или када се споји, „табла која је плаћа“ тј. „табла за изнајмљивање“.
Постоје билборди у којима се фолија са рекламом помера, јер је познато да човек најпре запажа покретне рекламе.
Даљим усавршавањима развијени су билбордови који се разапињу у виду платна на фасадама кућа. 
Познати су и билбордови који се ноћу уз помоћ јаког извора светлости пројектују такође на фасадама кућа.
Неки билбордови су у васништву компанија која се баве тим послом те своме кориснику изнајмљују одређени билборд или билбордове на одређено време уз накнаду.
Неке зграде на прометним местима користе своје фасаде и кровове за постављање билбордова и ту приход остварују станари зграде.
Порука са билборда не мора увек да буде рекламне природе, може да буде и информативе. Али то је ипак ређи случај.
На билбордовима се користи без милости оно што људима највише привлачи пажњу, мање више обнажене младе девојке или младићи, бебе, домаћи љубимци, познате личности...
За рекламе се користе и возила (аутобуси – тролејбуси – трамваји – такси возила).

## Историјат билборда
Подаци говоре да је билборд најстарији облик комуникације, забележен још код старих Грка и Египћана, и то у облику плаката. Претече плаката налазе се у египатским папирусима, сумерским натписима, римским плочицама са обавештењима о гладијаторским и позоришним представама, средњовековним рукописима. Настанак плаката везује се за средину 15. века, јер се само тако могао добити текст у великом тиражу који се постављао на јавна места. 
Од самог почетка, власт је у штампаном тексту видела опасност равну открићу барута због чега је преузела право истицања плаката и завела строг надзор у тој области. У Француској 1534. године запрећено је јавним спаљивањем у граду онима који лепе плакате без дозволе и њиховим јатацима, а у Енглеској је 1568. године је донето наређење да право штампе имају само универзитети у Оксфорду И Кембриџу и град Лондон.
Нагли развој започео је средином 19. века када су постављени први рекламни стубови предвиђени за велике формате. Част да на тај начин изложи своје радове у Паризу стекао је сликар и графичар Жил Шере. Као узор наметнуо му се плакат Фредерика Вокера „Жена у белом“ који је због новог стила 1871. год. У Лондону изазвао велико одушевљење. Следећи тај начин, Шере је у великим композицијама славио женску лепоту, наглашавајући да воли велике формате нпр. 2,4 m јер на њих могу да стану фигуре жена у природној величини. 
За време " Belle époque " крајем 19. века многи озбиљни и угледни уметници придружили су се Шереу и билборд је доживео прво златно доба. 
Када је чувени сликар Анри де Тулуз-Лотрек 1891. године, по наруџбини директора "Мулен ружа“ нацртао плакат где играчица Ла Гули у заносу игре открива белину доњег рубља, изазвао је велики скандал. „Лига за врлину и моралност маса“ пожурила је да прекрије све примерке, али већ је било касно – поред улица плакат је освојио и наклоност публике. 
Тих година када је плакат стицао приврженике, неки уметници доживели су „кризу савести“ и пристали су да им се на сликама допише назив неког производа и тај рад употреби у рекламне сврхе. На ту идеју први је дошао директор предузећа „Пеарс' соап“ који је убедио сликара Џона Милејза да уступи своје дело – портрет дечака који прави мехуриће од сапуниц-да би се њиме рекламирао сапун. Невероватан успех „Мехурића“ подстакао је цртаче да понуде плакате са општом наменом, где је уз неутралну слику писало „Нечији џем“ или „Нечије млеко“, што је омогућавало купцу плаката да сам упише име свог производа или предузећа.
Друго златно доба плаката било је двадесетих и тридесетих година 20. века и њему су посебно допринела два велика имена: Е. Макнајт Кауфер у Британији и А. Мурон Касандр у Француској.

## Предности оглашавања
1. Оглас је доступан 24 сата дневно, седам дана у недељи;
2. Могућност досезања младе и мобилне публике из бољестојеће скупине уз могућност циљног усмеравања локације плаката;
3. Омогућено је покривање целог географског подручја;
4. Имају најниже трошкове по изложености у поређењу с класичним медијима;
5. Погодно је за једноставне огласе релативно познатих предузећа;

## Недостаци оглашавања
1. Немогућност детаљног читања и посматрања плаката, а утицај поруке на публику зависи од утицаја окружења;
2. Тешко је измерити ко је и колико људи је видело оглас;
3. Оглашавање путем билборда је толико популарно да су све атрактивније локације унапред резервисане;
4. Због резервације површина и времена за прављење плаката, потребно је дуже планирање кампање;
5. Због популарности често долази до загушења огласних површина те смањења могућности памћења поруке;
6. Немогућност контроле над свим плакатима оставља могућност уништавања истих од стране хулигана;
7. Како најчешће стоје поред пута, често одвлаче пажњу возачима. Зато су у неким државама слике провокативних девојка на билбордима строго забрањене;